# Raillencourt-Sainte-Olle
Raillencourt-Sainte-Olle là một xã ở trong tỉnh Nord ở miền bắc nước Pháp. Xã này có diện tích 7,09 km², dân số năm 1999 là 2280 người. Xã nằm ở khu vực có độ cao trung bình 63 mét trên mực nước biển.